# Ashley Massaro
 (mars 2022).
Pour les articles homonymes, voir Massaro.
Ashley Marie Massaro, (née le 26 mai 1979 à Long Island dans l'État de New York et morte le 16 mai 2019 dans la même ville), plus connue comme Ashley, est un mannequin et une ancienne catcheuse américaine.
Après avoir remporté le Diva Search 2005, elle a été employée par la World Wrestling Entertainment entre 2005 et 2008.

## Carrière

### World Wrestling Entertainment (2005-2008)

#### Diva SearchetRaw(2005)
Ashley Massaro commence sa carrière en participant au Diva Search 2005 de la World Wrestling Entertainment. Elle remporte le concours le 15 août ainsi que 250 000 $ et un contrat d'un an avec la WWE.
Elle apparaît pour la première fois à SummerSlam 2005 dans l'édition HEAT, le 21 août 2005, combat dans lequel elle est battue par le clan Ladies in Pink (Vince's Devils) formée par Torrie Wilson, Candice Michelle et Victoria. Elle commence ensuite une rivalité avec Torrie et Candice et s'allie à Trish Stratus.
Lors de WWE Unforgiven 2005, elle remporte un match par équipe avec Trish Stratus contre Torrie Wilson & Victoria.
Elle participe à la Fulfill Your Fantasy Battle Royal dans le cadre du Taboo Tuesday 2005 ; elle est éliminée par Victoria. C'était sa première occasion pour le titre du WWE Women's Championship.
Dans des éditions de Raw, elle remporte pas mal de match par équipes auprès de Trish Stratus et Mickie James contre Torrie Wilson, Candice Michelle et Victoria.

#### RawetSmackDown(2006-2007)
À New Year's Revolution 2006, elle gagne le premier Bra and Panties match,. Elle obtient alors une chance pour le titre féminin contre Trish Stratus, mais Mickie James intervient pendant le match.
Ashley entame ensuite une rivalité avec Mickie James. Au Royal Rumble 2006, elle est battue par cette dernière. Elle prend sa revanche la semaine suivante dans un épisode de RAW.
Dans l'édition du RAW du 20 février 2006, elle se casse le péroné gauche et est éliminée de la Bataille royale|. Pendant son rétablissement, elle continue à faire quelques apparitions au RAW dans le clan Stratus/James.
Elle commence à SmackDown le 2 juin 2006 en tant que commentatrice spéciale, invitée pendant le match Kristal Marshall/Jillian Hall. Pendant le Great American Bash 2006, elle remporte un Fatal Four Way Bra and Panties match. Le 14 août, elle se casse un doigt lors de son match contre Kristal Marshall. Le 16 août, elle présente la finale du Diva Search 2006 aux côtés de Todd Grisham.
Elle remporte des matches par équipe avec Jillian Hall contre Michelle McCool et Kristal Marshall.
En 2006, elle manage les champions par équipe Paul London & Brian Kendrick.
En octobre 2006, elle est invitée à participer à un ECW Extreme Strip poker qui se finit avec un catfight entre Candice Michelle et Maria Kanellis.
Par ailleurs, Ashley Massaro a posé nue pour le magazine Playboy en avril 2007.
À No Way Out 2007, elle remporte un concours de lingerie. Elle se lance dans une rivalité avec Melina qui se termine par une défaite d'Ashley à WrestleMania 23 dans un Lumberjill match pour le Championnat féminin de la WWE. Elle remporte plusieurs matches par équipe avec Candice Michelle & Torrie Wilson dans des Playboy cover girls match. Finalement en juin 2007, son contrat avec la WWE prend fin. Elle en profite pour participer à Survivor China.

#### Retour àRawet départ (2008)

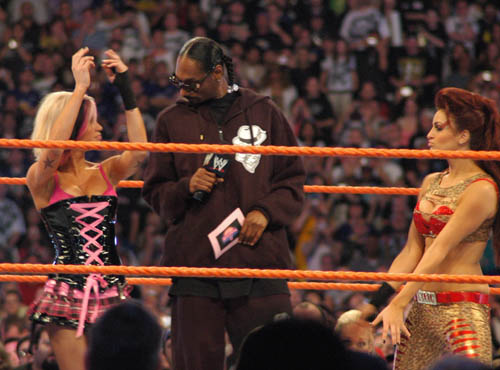
Ashley Massaro (à gauche) avec sa partenaire Maria et Snoop Dogg à WrestleMania XXIV en 2008.

Au début de l'année 2008, elle revient pour un Diva Lingerie Pillow fight qu'elle gagne en faisant le tombé sur Jillian Hall grâce à Maria et Mickie James.
Elle fera quelques rares apparitions dans des matchs de seconde zone dans quelques éditions de Heat.
À WrestleMania XXIV, elle perd un match par équipe avec Maria contre Melina et Beth Phoenix. Le 14 avril, elle vient avec Maria Kanellis féliciter Mickie James pour sa grande victoire. À Backlash 2008, son équipe, Mickie James, Michelle McCool, Maria, Cherry et Kelly Kelly, perd un match par équipe face à Beth Phoenix, Melina, Jillian Hall, Victoria, Natalya Neidhart et Layla Elaprès que Phoenix ait porté sa prise sur elle . Le lendemain à Raw elle et son équipe gagnent le match revanche. Le 9 juillet 2008, la WWE annonce son départ, pour cause de maladie de sa fille Alexa.

### World Independent Ladies' Division (2011-2019)
Le 1er octobre 2011, le propriétaire de WILD, Travis Leland a signé Ashley en tant que nouvelle manager générale.[réf. nécessaire]

## Vie privée
- Ashley Massaro a une fille, Alexa, née en 2000[18][source insuffisante]. * Elle a été en couple avec Matt Hardy, puis Paul London. Elle a également eu une relation avec Chuck Comeau, le batteur du groupe Simple Plan[réf. nécessaire].
- Elle décède le 16 mai 2019 à l’âge de 39 ans après s'être pendue à son domicile de Smithtown[19].

## Autres médias

### Magazines
- 2007 : couverture du magazine Playboy[3]

### Vidéo clip
- 2008 : apparait dans le clip Throw It on Me de Timbaland[20].
- 2008 : apparait dans le clip Hell Yeah de Rev Theory.

## Filmographie

### Télévision
- 2007 : Smallville : Athena
- 2007 : Survivor China (série télévisée)
- 2010 : Les Maçons du cœur (Extrema Makeover Home Edition) (série télévisée) : En présence aussi de John Cena et Batista.